# Fred Shinton
Frederick „Fred“ Shinton (* 7. März 1883 in Wednesbury; † 11. April 1923 ebenda) war ein englischer Fußballspieler.

## Sportlicher Werdegang
Shinton spielte für Hawthorn Villa, Moxley White Star, Wednesbury Old Athletic und Hednesford Town. Im Frühjahr 1905 schloss er sich als Profispieler West Bromwich Albion in der Second Division an. In der Spielzeit 1906/07 wurde der Stürmer mit 28 Saisontoren Torschützenkönig der zweithöchsten Spielklasse, als Tabellenvierter verpasste er jedoch mit dem Klub dessen Wiederaufstieg in die Erstklassigkeit. Im Herbst des Jahres wechselte er im Tausch gegen Harry Wilcox zum Ligakonkurrenten Leicester Fosse, mit dem er am Ende der Spielzeit 1907/08 als Vizemeister hinter Bradford City in die First Division aufstieg. Dort verpasste der Klub als Schlusslicht den Klassenerhalt, dabei kam Shinton verletzungsbedingt nur zeitweise zum Einsatz. Nach dem Abstieg war er wieder Stammspieler und bester Torschütze seines Klubs. Im August 1910 wechselte er zum Erstligaabsteiger Bolton Wanderers, kehrte aber Ende des Jahres zu Leicester Fosse zurück. Auch hier währte der Aufenthalt nur ein knappes halbes Jahr, anschließend schloss er sich dem mittlerweile in der 1908 gegründeten Birmingham and District Football League antretenden Wednesbury Old Athletic an. Dort war er zeitweise Mannschaftskapitän.
Später erkrankte Shinton an Tuberkulose. Im Oktober 1922 traten seine Ex-Klubs Leicester City, der seit 1919 unter diesem Namen antrat, und West Bromwich Albion zu einem Benefizspiel zu Gunsten der achtköpfigen Familie Shintons gegeneinander an. Im Frühjahr 1923 erlag er dem Leiden.
Möglicherweise war Shinton in der Zweitliga-Spielzeit 1909/10 ein zweites Mal Torschützenkönig der Second Division. In vielen Statistiken wird hier Jackie Smith mit 32 Saisontoren geführt, teilweise werden aber Shinton parallel ebenso 32 Saisontore zugeschrieben oder er mit zwar „nur“ 31 Saisontoren explizit als Torschützenkönig benannt.